# Pierre Croce
Pour les articles homonymes, voir Croce.
Pierre Croce, né le 5 novembre 1986 à Longwy, est un humoriste et vidéaste web français.
Après des études dans le domaine du commerce, il se tourne finalement vers une carrière d'humoriste, en participant notamment à des festivals d'humour, ou encore à l'émission On n'demande qu'à en rire sur France 2. Il devient célèbre en 2016, en publiant une vidéo par jour sur sa chaîne YouTube.

## Biographie

### Jeunesse et études
Pierre Croce est né le 5 novembre 1986 à Villerupt en Lorraine. Fils d'un père travailleur dans l'isolation et d'une mère au foyer, il grandit à Longwy en Lorraine, où il suit des cours de théâtre amateur au collège.
Au lycée, il est indécis sur son orientation. Il pense à devenir professeur ou animateur de radio, mais ses parents veulent qu'il continue des études un peu plus « classiques ». Il choisit donc d'intégrer une classe préparatoire aux écoles de commerce, à Nancy.
Il réussit le concours d'entrée de l'école de commerce de Dijon, puis part pour un semestre aux États-Unis à la fin de ses études. Il obtient un master of business administration (MBA) de la California State University.

### Début de carrière

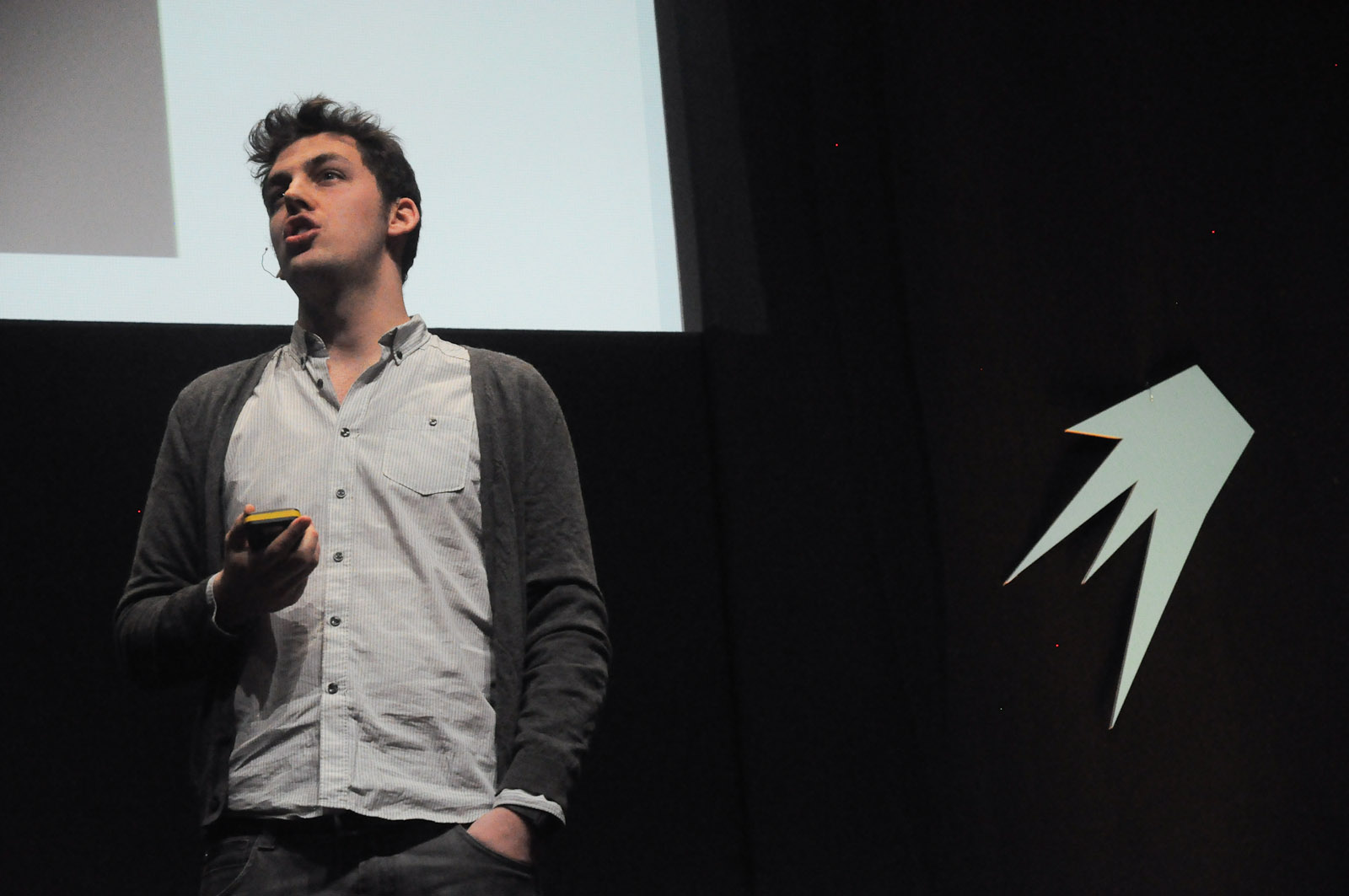
Pierre Croce en conférence à Genève (Suisse) en 2012.

De retour en France, il est nommé « responsable des contenus humour » chez Dailymotion. Ce poste lui vaut son premier passage au Montreux Comedy Festival en 2011. Il lance alors le concept de sketchs s'appuyant sur des présentations PowerPoint. Il raconte que c'est en préparant ses exposés lors de son semestre aux États-Unis que lui est venue l'idée de personnaliser des PowerPoint. C'est là qu'il est repéré par une programmatrice avec qui il monte son spectacle.
En 2012, il revient au Festival de Montreux et y rencontre la comédienne Aude Gogny-Goubert, qui joue avec lui dans sa première vidéo sur YouTube intitulée « Rompre à l'aide d'un PowerPoint », vidéo qui lui vaut un certain succès,.
La même année, il lance son one-man-show « PowerPoint Comedy » (d'abord nommé « Psychologie »).

### Accès à la notoriété
À partir du 17 avril 2014, il participe à l'émission On n'demande qu'à en rire sur France 2. Malgré l'arrêt de l'émission deux mois plus tard qui l'empêche d'y faire plus de six passages, il se fait remarquer par le jury et les téléspectateurs pour l'originalité de ses sketchs (l'écran sur scène étant, comme dans son spectacle, très exploité),.
Le 16 janvier 2016, il se donne comme objectif de poster une vidéo par jour sur sa chaîne pendant un mois. Cela lui permet de grandement accroître sa notoriété.
En parallèle, il continue à jouer son spectacle à Paris et en tournée en France et à l'étranger.

### Polémiques
En 2018, puis en 2021, Pierre Croce est accusé d'avoir profité de sa notoriété et d'avoir harcelé sexuellement deux abonnées mineures au moment des faits,.

## Carrière

### Spectacles
- De 2012 à 2018 : PowerPoint Comedy[2]. Il joue la dernière à Paris, à l'Olympia[8].

### Télévision
- 2014 : On n'demande qu'à en rire, France 2[2].

### YouTube
En plus de sa chaine principale, il possède également une chaine secondaire nommée PierreCroceVolume2 sur laquelle il publie des vidéos telles que des « olympiades » ou des vidéos en collaboration avec des personnalités, comme Kev Adams par exemple.

## Publications
- 40 jeux à faire en soirée, First Éditions, 2021
- Le Jeu de la scolarité, First Éditions, 2022
- Les aventures de pierre et ben (avec Benjamin Verecchia, David Kuhn et Diane Fayolle), Link Digital Spirit, 2023